# Santuario de fauna de Thungyai Naresuan
El Santuario de fauna de Thungyai Naresuan (en tailandés|เขตรักษาพันธุ์สัตว์ป่าทุ่งใหญ่นเรศวร), es un área protegida de Tailandia. Está localizada en el norte de la provincia de Kanchanaburi y en el sur de la provincia de Tak. Fue creado el 24 de abril de 1974. Más tarde fue declarado como Patrimonio de la Humanidad por la Unesco en el año 1991, junto al contiguo Santuario de fauna de Huai Kha Khaeng. Thungyai fue ampliado en 1991 hasta un área de 364.000 ha. Combinado con Huai Kha Khaeng (257.464 ha), formando el área protegida más grande del sudeste asiático, abarcando en total 622.200 ha.

## Historia
El rey Naresuan el Grande de Ayutthaya preparó en esta área dos bases, en los años 1590 y 1605, para intentar la invasión de Birmania. Por lo que llamaron a este lugar Thungyai Naresuan, que quiere decir el gran prado de Naresuan.
El área ha estado relativamente deshabitada. Las colinas arboladas son inadecuadas para la agricultura y la malaria es endémica. Esto impidió la colonización por los humanos, por lo tanto se mantuvo en su condición natural. Por esta causa, la mayor parte de los animales salvajes de las áreas selváticas del sureste de Asia, se han conservado en esta área, incluyendo algunos raros como el tigre.

## Clima
La zona climática de la reserva natural pertenece al clima tropical o subtropical debido a su altitud. La temperatura media está entre los 15°C y los 35 °C en el verano, y los 20 °C y los 33 °C en la estación lluviosa, y los 10 °C y los 29 °C en la estación seca. Teniendo la precipitación anual media de 2000 ml.

## Flora
Los principales tipos de vegetación en Thungyai son en las colinas, bosques de hoja perenne (54.900 ha), bosques secos de hoja perenne (112.900 ha), mezcla de bosque de hoja caduca (164.100 ha) y el bosque seco (3.600 ha), la sabana (9.900 ha), la pradera (3.900 ha) y las áreas de agricultura (15.400 ha).

## Fauna
La fauna de Thungyai incluye aproximadamente a 120 mamíferos, 400 aves, 96 reptiles, 43 anfibios y 113 peces de agua dulce. De alguna especie más existen sospechada de estar presente, pero no ha sido confirmado.
El santuario es bastante extenso como para acoger a varios mamíferos grandes, que son raros o inexistentes, ahora, en la mayor parte de Tailandia. El tigre, el leopardo, la pantera nebulosa, el elefante asiático, el tapir, el rinoceronte de Sumatra, el gaur, el serow y la babirusa, se encuentran aquí. En 1985 una manada de 50 gaur fue vista, que es la manada más grande registrada en Tailandia. No está confirmado el banteng, ni el búfalo de agua, aunque ambas especies vivan en el vecino Santuario de fauna de Huai Kha Khaeng. Existe una pista del rinoceronte de java que existió en el área, pues fue fotografiado en 1988.